# 小约瑟夫·雷格尔
小约瑟夫·迈克尔·雷格尔（英語：Joseph Michael Reagle Jr.，1972年—）是美国学者和作家，致力于数字技术、文化和网络社区（包括维基百科、在线评论、极客女权主义［］和生活黑客）。他是东北大学传播学副教授，位于麻省理工学院的万维网联盟（W3C）的早期成员。在1998年和2010年，他是哈佛大学伯克曼互联网与社会研究中心的研究员。

## 教育
雷格尔在马里兰大学巴尔的摩县分校获得了计算机科学的本科学位，并辅修了历史。随后，他进入麻省理工学院的技术政策项目，并撰写了一篇关于信任和加密金融工具的硕士论文。他以研究工程师的身份回到麻省理工学院，并在哈佛大学伯克曼互联网与社会研究中心担任研究员。2008年，他到纽约大学媒体、文化和传播系继续深造并作为兼职教授任教，在同年完成了一篇关于维基百科历史和合作文化的论文，获得了博士学位，导师为海伦·尼森鲍姆。

## 职业与研究

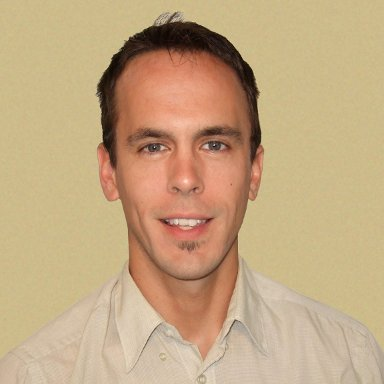
2008年的雷格尔

雷格尔在1996年至2003年期间是万维网联盟（W3C）的成员。在那里，他致力于研究知识产权和隐私等问题。
2002年，他被列为《麻省理工科技评论》的TR35之一，这是一份35岁以下的全球最佳创新人士的名单。
2010年，他整理维基媒体开发人员蒂姆·斯塔林 （页面存档备份，存于）提供的一些古旧数据，在一个简单的网站中重建了维基百科最早的的一万个贡献。
2011年，雷格尔与劳伦·瑞（Lauren Rhue）发表了一篇研究维基百科中性别偏见的期刊文章，文中使用性别代词来检索关于女性的文章，并将他们的发现与其他百科全书中女性的覆盖范围进行对比。文章的结论是“维基百科提供了更好的覆盖范围和更长的文章，维基百科通常有更多的关于女性的文章，而相对于《大英百科全书》，关于女性的文章比关于男性的文章相对而言更加缺失。”
雷格尔是开放获取的支持者，他的所有书籍都可以在线阅读。

## 部分出版物

### 书籍
- Reagle, Joseph. . History and foundations of information science. Cambridge, MA: MIT Press. 2010. ISBN 978-0262518208. JSTOR j.ctt5hhhnf. OCLC 496282188.[註 2]
- Reagle, Joseph. . Cambridge, MA: MIT Press. 2015. ISBN 9780262028936. JSTOR j.ctt17kkb2f. OCLC 891941812. doi:10.7551/mitpress/10116.001.0001.[註 3]
- Reagle, Joseph. . <strong> ideas series. Cambridge, MA: MIT Press. 2019  [2020-11-21]. ISBN 9780262038157. OCLC 1043303830. doi:10.7551/mitpress/11582.001.0001. （原始内容存档于2020-06-23）.[註 4]
  - 中译本：约瑟夫·M.小雷格尔. . 由沈慧翻译. 北京: 台海出版社. 2020-08-05. ISBN 9787516826072.
- Reagle, Joseph; Koerner, Jackie (编). . Cambridge, MA: MIT Press. 2020  [2021-09-22]. ISBN 9780262538176. OCLC 1150825819. （原始内容存档于2021-02-09）.[註 5]

### 文章

#### 关于维基百科
- Reagle, Joseph. . Interactions (New York: Association for Computing Machinery). 2009, 16 (3): 42–45n  [2020-11-21]. doi:10.1145/1516016.1516026. （原始内容存档于2016-11-05）.
- Reagle, Joseph. . New Review of Hypermedia and Multimedia. 2010, 16 (1): 161–180. doi:10.1080/13614568.2010.498528.
- Reagle, Joseph; Rhue, Lauren, , International Journal of Communication, 2011, 5  [2020-11-21], （原始内容存档于2021-02-24）
- Loveland, Jeff; Reagle, Joseph. . New Media & Society. 2013, 15 (8): 1294–1311. doi:10.1177/1461444812470428.

#### 关于文化
- Reagle, Joseph. . First Monday. January 2013, 18 (1). doi:10.5210/fm.v18i1.4291.
- Reagle, Joseph. . New Media & Society. 2014, 18 (5): 691–707  [2020-11-21]. doi:10.1177/1461444814545840. （原始内容存档于2020-10-22）.
- Reagle, Joseph. . First Monday. 2015-10-05, 20 (10). doi:10.5210/fm.v20i10.6064.
- Reagle, Joseph. . International Journal of Communication. 2015, 9: 2862–2880  [2020-11-21]. （原始内容存档于2020-08-03）.
- Reagle, Joseph. . First Monday. January 2018, 23 (1). doi:10.5210/fm.v23i1.7879.
- Reagle, Joseph. . The Conversation. 2019-06-13  [2020-08-02]. （原始内容存档于2021-02-11）.

### 政策和技术规格
- Reagle, Joseph; Weitzner, Daniel.  (Note). W3C. June 1998  [2020-11-21]. （原始内容存档于2020-03-14）.
- Reagle, Joseph M.; Weitzner, Daniel J.; Rein, Barry D.; Stephens, Garland T.; Lebowitz, Henry C.  (Note). W3C. October 1999  [2020-11-21]. （原始内容存档于2020-12-11）.
- Cranor, Lorrie; Langheinrich, Marc; Marchiori, Massimo; Presler-Marshall, Martin; Reagle, Joseph.  (Recommendation). W3C. 2002-04-16  [2020-11-21]. （原始内容存档于2021-03-06）.
- Eastlake, Donald; Reagle, Joseph; Solo, David.  (Recommendation). W3C. 2002-02-12  [2020-11-21]. （原始内容存档于2019-05-06）.
- Eastlake, Donald; Reagle, Joseph.  (Recommendation). W3C. 2002-12-10  [2020-11-21]. （原始内容存档于2019-05-04）.